# Floyd Gottfredson
Arthur Floyd Gottfredson (født 5. maj 1905 i Kaysville, Utah, død 22. juli 1986 i Californien), var en amerikansk tegneserietegner, bedst kendt for sit arbejde med Mickey Mouse-tegneserierne. I 1928 flyttede han med sin familie til Californien, og der blev han i 1929 ansat hos Disney.

## Gottfredson og Mickey
I 1930 begyndte han at arbejde på Mickey Mouse-avisstriben. Hans første tegneserie var Mickey Mouse in Death Valley der kørte fra april til september 1930. Han havde bl.a. Ted Osborne, Merrill De Maris og Bill Walsh som medforfattere. Gottfredson skabte f.eks. Politimester Striks, Sorte Slyngel og Alfa Beta. Men han arbejdede også med figurer som Sylvester Snyd og Sorteper. I 1975 gik han dog på pension og stoppede med at lave Mickey Mouse-tegneserier.
På dansk er hans værker udgivet i Den Store Mickey Mouse og Hall of Fame - Floyd Gottfredson.